# Cophura vanduzeei
Cophura vanduzeei là một loài ruồi trong họ Asilidae. Cophura vanduzeei được Wilcox miêu tả năm 1965. Loài này phân bố ở vùng Tân Bắc giới.